# Roberto Escalada
Roberto Escalada cuyo nombre real era Aldo Roberto Leggero (4 de julio de 1914 - 5 de diciembre de 1986 en Buenos Aires) fue un conocido actor y galán argentino de radio, cine y televisión que comenzó su carrera artística en la radio aprovechando las cualidades de su voz e intervino además en numerosas películas así como en populares programas de televisión. Su afición por el tango, además, se plasmó en la letra de algunas composiciones.

## Su carrera artística
Comenzó su labor artística en radio a mediados de la década de 1930 en el programa Chispazos de tradición aprovechando su excelente y cálida voz. En 1938 trabajó con la Compañía de Raquel Notar, con la obra La Familia Farabutti en LS 6 Radio El Pueblo. Su debut en el cine se produjo en 1939 bajo la dirección de Luis José Moglia Barth en la película Doce mujeres que fue la primera película argentina sonora escrita por una mujer ya que el guion era de Lola Pita Martínez.
Desde entonces cubrió los más variados papeles, trabajó en películas de ambiente gauchesco como El matrero y Hormiga negra, dramas como Safo, historia de una pasión, Veinticuatro horas en la vida de una mujer y Los pulpos, policiales como No abras nunca esa puerta y Morir en su ley, comedias como El profesor tirabombas y Clínica con música, de época como Madame Bovary hasta comedias de vaqueros como Los irrompibles
En 1962 fue convocado por Hugo Moser para participar en un nuevo programa de televisión que giraría alrededor de la vida de una familia de clase media, a la manera de lo que en los años 1940 había sido el exitoso programa radial de Los Pérez García. El matrimonio estaba representado por las primeras figuras Pedro Quartucci y Elina Colomer, había cuatro hijos y Roberto Escalada interpretaba el papel del tío solterón. El programa, llamado La familia Falcón,
transmitido por Canal 13 fue muy exitoso y se extendió durante siete años y medio.
Algunos de sus otros trabajos en televisión fueron en el teleteatro Nino, las cosas simples de la vida (1971), Los grandes éxitos del sainete porteño (1971) que se grababa en la Sala Casacuberta del Teatro General San Martín, el teleteatro Un mundo de veinte asientos emitido por Canal 9 a partir del año 1978, La familia superstar en el mismo año y canal y Día 32 en San Telmo en 1980.
También trabajó en teatro, recordándose su labor en las comedias musicales Buenos Aires de ayer y La muchachada del centro, ambas de 1961. En varias temporadas protagonizó obras con Paulina Singerman. Integró el elenco de El proceso de Mary Duggan, formó pareja con Elcira Olivera Garcés en Las mariposas no cumplen años de Abel Santa Cruz, actuó en el Teatro Astral en ¿Qué hago con dos maridos? junto a Amelia Bence y Guillermo Bredeston.  Aficionado al tango, escribió las letras de Adiós, adiós amor y  Para vos mamá, ambos con música de Enrique Rodríguez y Tomaditos de la mano.
Era un fuerte fumador, lo que le ocasionó problemas de salud en los años 1960, que recrudecieron al comienzo de los años 1980 y provocaron un ataque cardíaco que ocasionó su fallecimiento el 5 de diciembre de 1986 en Buenos Aires.

## Filmografía
Intervino como intérprete en los siguientes filmes:
- El diablo metió la pata (1980) dir. Carlos Rinaldi.
- Hormiga negra (1979) dir. Ricardo Alberto Defilippi.
- Un idilio de estación (1978) dir. Aníbal Uset.
- Los irrompibles (1975) dir. Emilio Vieyra.
- Clínica con música (1974) dir. Francisco Guerrero.
- El profesor tirabombas (1972) dir. Fernando Ayala.
- Nino (1972) dir. Federico Curiel.
- Con alma y vida (1970) dir. David José Kohon.
- El mundo es de los jóvenes (1970) dir. Julio Porter.
- Los debutantes en el amor (1969) dir. Leo Fleider.
- El profesor hippie (1969) dir. Fernando Ayala.
- Dos quijotes sobre ruedas (1966) dir. Emilio Vieyra
- Viaje de una noche de verano (1965) directores varios.
- Esta noche mejor no (1965) dir. Julio Saraceni.
- La familia Falcón (1963) dir. Román Viñoly Barreto.
- Culpable (1960) dir. Hugo del Carril.
- La sombra de Safo (1957) dir. Julio Porter.
- La bestia humana (1957) (doblaje) dir. Daniel Tinayre.
- Pecadora (1956) dir. Enrique Carreras.
- De noche también se duerme (1956) dir. Enrique Carreras.
- Ayer fue primavera (1955) dir. Fernando Ayala.
- Vida nocturna (1955) dir. Leo Fleider
- Sucedió en Buenos Aires (1954) dir. Enrique Cahen Salaberry.
- El vampiro negro (1953) dir. Román Viñoly Barreto.
- Armiño negro (1953) dir. Carlos Hugo Christensen.
- No abras nunca esa puerta (1952) dir. Carlos Hugo Christensen.
- Sala de guardia (1952) dir. Tulio Demicheli.
- De turno con la muerte (1951) dir. Julio Porter.
- Cartas de amor (1951) dir. Mario C. Lugones.
- Una viuda casi alegre (1950) dir. Román Viñoly Barreto.
- El crimen de Oribe (1950) dir. Leopoldo Torres Ríos.
- Morir en su ley (1949) dir. Manuel Romero.
- Se llamaba Carlos Gardel (1949) dir. León Klimovsky.
- ¿Por qué mintió la cigüeña? (1949) dir. Carlos Hugo Christensen.
- La gran tentación (1948) dir. Ernesto Arancibia.
- La muerte camina en la lluvia (1948) Carlos Hugo Christensen.
- Una atrevida aventurita (1948) dir. Carlos Hugo Christensen.
- Los pulpos (1948) dir. Carlos Hugo Christensen.
- El jugador (1947) dir. León Klimovsky.
- Madame Bovary (1947) dir. Carlos Schlieper.
- Treinta segundos de amor (1947) dir. Luis Mottura.
- Un beso en la nuca (1946) dir. Luis Mottura.
- Cinco besos (1945) dir. Luis Saslavsky.
- El canto del cisne (1945) dir. Carlos Hugo Christensen.
- Veinticuatro horas en la vida de una mujer (1944) dir. Carlos Borcosque.
- Safo, historia de una pasión (1943) dir. Carlos Hugo Christensen.
- Pájaros sin nido (1940) dir. José Agustín Ferreyra.
- El matrero (1939) dir. Orestes Caviglia.
- Doce mujeres (1939) dir. Luis José Moglia Barth.